# Coelaenomenodera femorata
Coelaenomenodera femorata es un coleóptero de la familia Chrysomelidae.
Fue descrita científicamente en 1890 por Fairmaire.